# Computadores nos laboratórios e salas de informática
Os computadores nos laboratórios e salas de informática incluem qualquer tecnologia digital utilizada para melhorar, complementar ou substituir um currículo tradicional por um novo currículo educativo que inclua uma elevada carga horária das disciplinas da área científica da Educação Informática e Computacional. À medida que os computadores se tornaram mais acessíveis, baratos e potentes, a procura por esta tecnologia aumentou, levando os professores informáticos a adotar uma utilização mais frequente dos recursos computacionais no ensino das disciplinas da Informática, incluindo as Ciências da Computação e o Pensamento Computacional, e à diminuição do rácio aluno-computador nos Laboratórios de Informática das escolas.

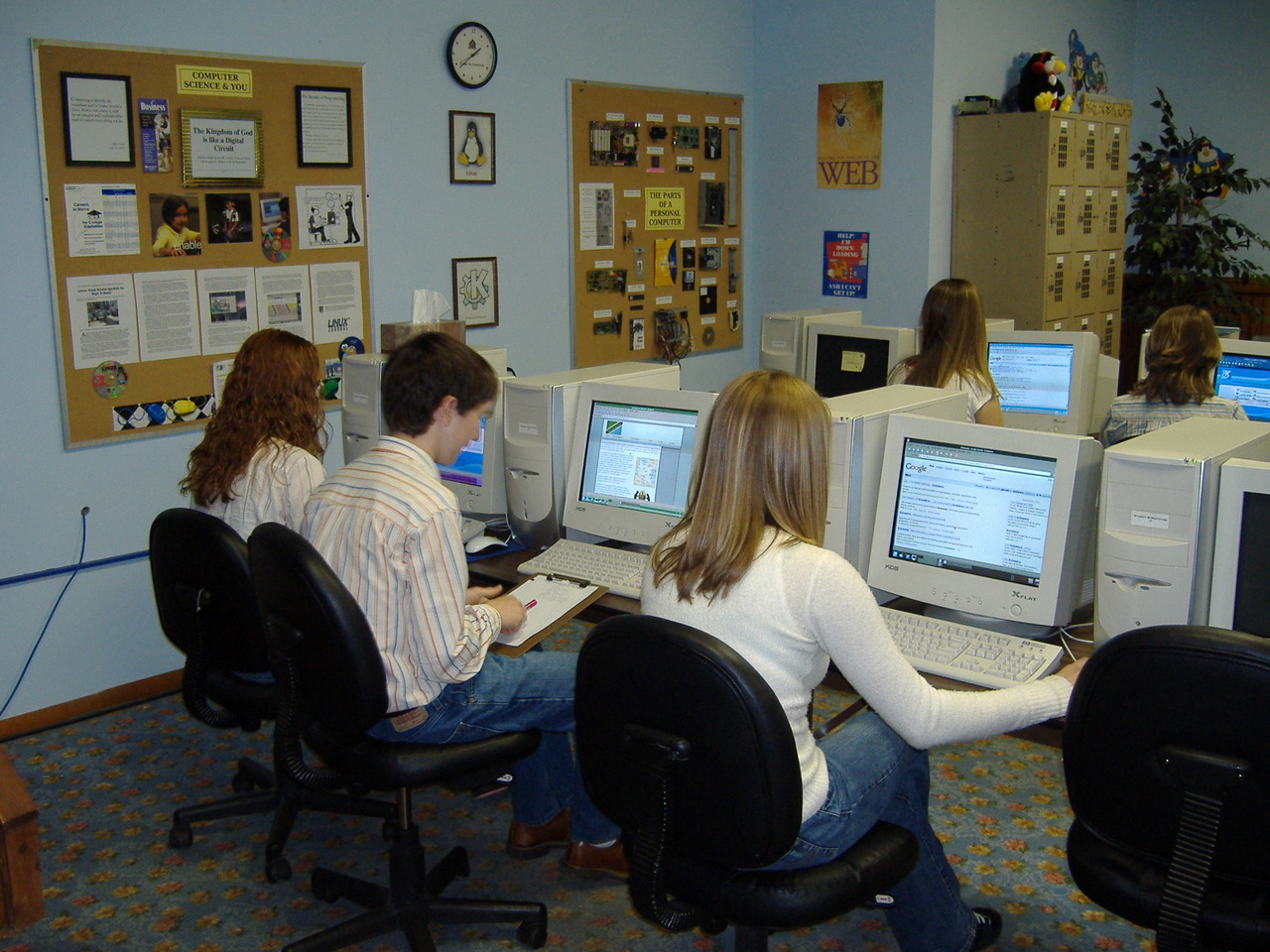
As escolas têm frequentemente Laboratórios de Informática dedicados que as diferentes turmas partilham para as aulas das diversas disciplinas da área científica da Informática.

## História da Educação Informática e Computacional

### Origens
Os campus universitários utilizavam os mainframes na educação desde os primórdios desta tecnologia e ao longo do desenvolvimento inicial dos computadores. O primeiro estudo de grande escala sobre a utilização dos computadores na Educação Informática e Computacional, conduzido para a Fundação Nacional da Ciência (National Science Foundation) pelo Instituto Americano de Investigação (American Institute for Research), concluiu que 13% das escolas públicas do ensino básico e ensino secundário do país utilizavam computadores para instrução, embora o número de alunos sem computadores ainda superasse o de utilizadores numa proporção de 2 para 1. O estudo concluiu ainda que os computadores se revelaram muito populares entre os alunos e que as aplicações executadas nos modelos iniciais incluíam gestores de bases de dados, ferramentas informáticas e simuladores computacionais.
Em 1975, a Apple Inc. começou a doar computadores modelo Apple I às escolas, e os mainframes começaram a perder o seu antigo domínio sobre a investigação académica. O uso de computadores continuou a crescer rapidamente ao longo desta era. Em 1977, estimava-se que mais de 90% dos estudantes da Faculdade de Dartmouth tinham utilizado computadores em algum momento do seu percurso escolar. Walter Koetke, director de um sistema escolar de Lexington, Massachusetts, comentou que "ainda é possível um aluno passar por aqui sem utilizar o computador, mas teria certamente de tentar". Em 1983, a Universidade Drexel tornou-se o primeiro campus a exigir que todos os estudantes comprassem um computador portátil.
O ensino da Educação Informática e Computacional assistido por computadores ganhou uma ampla aceitação nas escolas no início da década de 1980. Foi durante este período que os programas de formação e prática para professores informáticos foram desenvolvidos pela primeira vez. As escolas estavam divididas ainda sobre quais os fabricantes de computadores que estariam dispostas a apoiar, com as escolas básicas a utilizarem frequentemente computadores Apple e as escolas secundárias a preferirem máquinas baseadas em DOS (Disk Operating System). A escassez de hardware nas escolas tornou-se um grande problema, deixando muitos professores informáticos sem condições para fornecer computadores suficientes para os seus alunos utilizarem. Apesar disso, em 1989, o uso de computadores deixou de ser uma relativa raridade nas escolas públicas norte-americanas para estar presente em quase todos os distritos escolares.

### Era Moderna

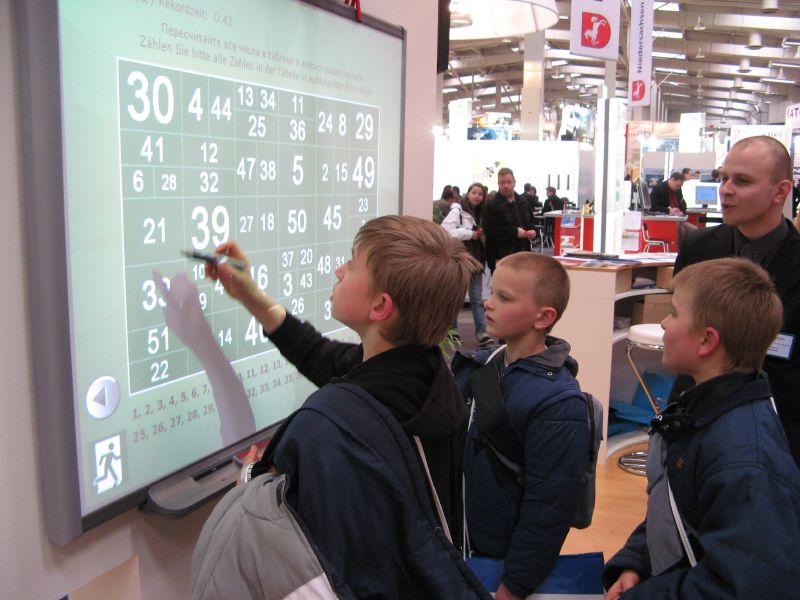
O quadro interativo é um exemplo de computadores que substituem a tecnologia tradicional nos Laboratórios de Informática.

O início da década de 1990 marcou o início da tecnologia dos media moderna, como os CD-ROM, bem como o desenvolvimento de software de apresentação moderno, como o Microsoft PowerPoint. Outras tecnologias baseadas em computador, incluindo o quadro branco eletrónico e o computador portátil, tornaram-se amplamente disponíveis para os alunos. As tecnologias da internet também estavam a ganhar prevalência nas escolas. Em 1996, Bill Clinton disponibilizou mais de 2 mil milhões de dólares em subsídios para o Fundo de Desafios da Literacia Tecnológica (Technology Literacy Challenge Fund), um programa que desafiava as escolas a disponibilizar computadores e a internet a todos os alunos, ligados ao mundo exterior e envolventes. Isto marcou um aumento significativo da procura de tecnologia computacional em muitos sistemas de escolas públicas em todo o mundo.
Correlacionado com o desenvolvimento de sistemas operativos modernos como o Windows 98 e com o apoio contínuo ao financiamento governamental, a prevalência do uso de computadores educativos explodiu durante esta era. Entre 1997 e 1999, o rácio de alunos por computador multimédia (multimedia computer) melhorou ao diminuir de 21 alunos por máquina para menos de 10 alunos por máquina. As escolas começaram a criar Laboratórios de Informática especializados, concebidas para proporcionar aos alunos o acesso à utilização da tecnologia mais moderna disponível. Salas de aula como a "Classroom 2000", construída na Georgia Tech em 1999, que possuía computadores com equipamento de áudio e vídeo concebido para captar gravações detalhadas das aulas em substituição das tradicionais anotações, começaram a tornar-se mais comuns. Em 2000, o rácio aluno-computador em algumas escolas nos EUA desceu para apenas 1 aluno por computador escolar.
À medida que os ambientes de sala de aula colaborativos se tornaram comuns, mais escolas, em geral, começaram a investir em redes computacionais potentes e ligações à internet mais rápidas. Em 2010, muitos distritos escolares implementaram ou incentivaram "programas de aprendizagem individual", que garantiriam que todos os alunos do ensino primário tivessem um computador portátil pessoal. Os computadores transformaram significativamente a metodologia tradicional de ensino numa abordagem mais prática, com a Forbes a prever que, "em vez de se isolarem numa sala de aula durante horas, os alunos trabalharão em Laboratórios de Informática colaborativos, onde futuros médicos, advogados, líderes empresariais, engenheiros, jornalistas e artistas aprenderão a integrar as suas diferentes abordagens para a resolução de problemas e a inovar em conjunto".
A experiência demonstrou que o uso elevado de computadores nas aulas das disciplinas da Educação Informática e Computacional com professores informáticos é benéfico para as competências académicas básicas de um aluno. A Organização para a Cooperação e Desenvolvimento Económico (OCDE) comparou as médias de literacia informática, literacia computacional e competências científicas dos alunos de 31 países (considerando três grandes cidades da China em separado). Comparou também os níveis de utilização de computadores pelos alunos nesses mesmos países. A conclusão do estudo, após correção para as origens sociais e dados demográficos dos alunos, foi que o uso elevado de computadores nos Laboratórios de Informática nas disciplinas da Educação Informática e Computacional produz os melhores resultados educacionais.

## Século XXI

### Procura exponencial
A mudança na utilização de computadores em todo o mundo e a necessidade de competências e literacias informáticas para a força de trabalho atual levaram o governo dos EUA a criar diretrizes para os professores informáticos, de forma a garantir que os alunos estão preparados para satisfazer as exigências do século XXI. Os Padrões de Conteúdo Curricular do Ensino Básico e Ensino Secundário para a Educação Informática e Computacional visam preparar os alunos com as competências informáticas exigidas aos que entram no ambiente de aprendizagem informática do século XXI, bem como no ambiente de trabalho e no século XXI.
Mudanças como esta, juntamente com as mudanças nas formas como os alunos do século XXI comunicam, impactaram a forma como os computadores nos Laboratórios de Informática são utilizados. Atualmente, os professores informáticos estão a tirar partido das capacidades melhoradas da tecnologia informática nos Laboratórios de Informática das escolas, utilizando diversas ferramentas da Web 2.0 para melhorar o seu ensino da Informática. Estas ferramentas também estão a ser utilizadas para estender a comunicação em sala de aula para fora da escola através de ferramentas colaborativas em linha (online). Centradas principalmente na colaboração e na partilha, as Aplicações Informáticas da Web 2.0 estimulam a autoexpressão dos alunos, interação com os pares e oportunidade para experiências de aprendizagem informática autênticas. Através da implementação e integração das tecnologias informáticas da Web 2.0 no ambiente de Laboratório de Informática, experiências de aprendizagem autênticas e significativas são agora capazes de ocorrer de formas que antes eram inimagináveis. Atualmente, a aprendizagem científica da Informática que está a ocorrer não se resume apenas a conceitos ou factos típicos, tal como estabelecidos nos currículos escolares. Em vez disso, trata-se do processo de construção de ligações. Como resultado, a consciência da importância e do valor da comunicação informática está a ser incutida nas crianças. Hoje, com um único computador portátil, uma webcam, um projector e uma ligação à Internet, um professor informático pode transmitir e iniciar a colaboração com qualquer outro Laboratório de Informática. À medida que os grupos de alunos se unem em torno de paixões partilhadas em linha (online), experienciam algo que é difícil de replicar no espaço físico.

### Aplicações Informáticas e Computacionais

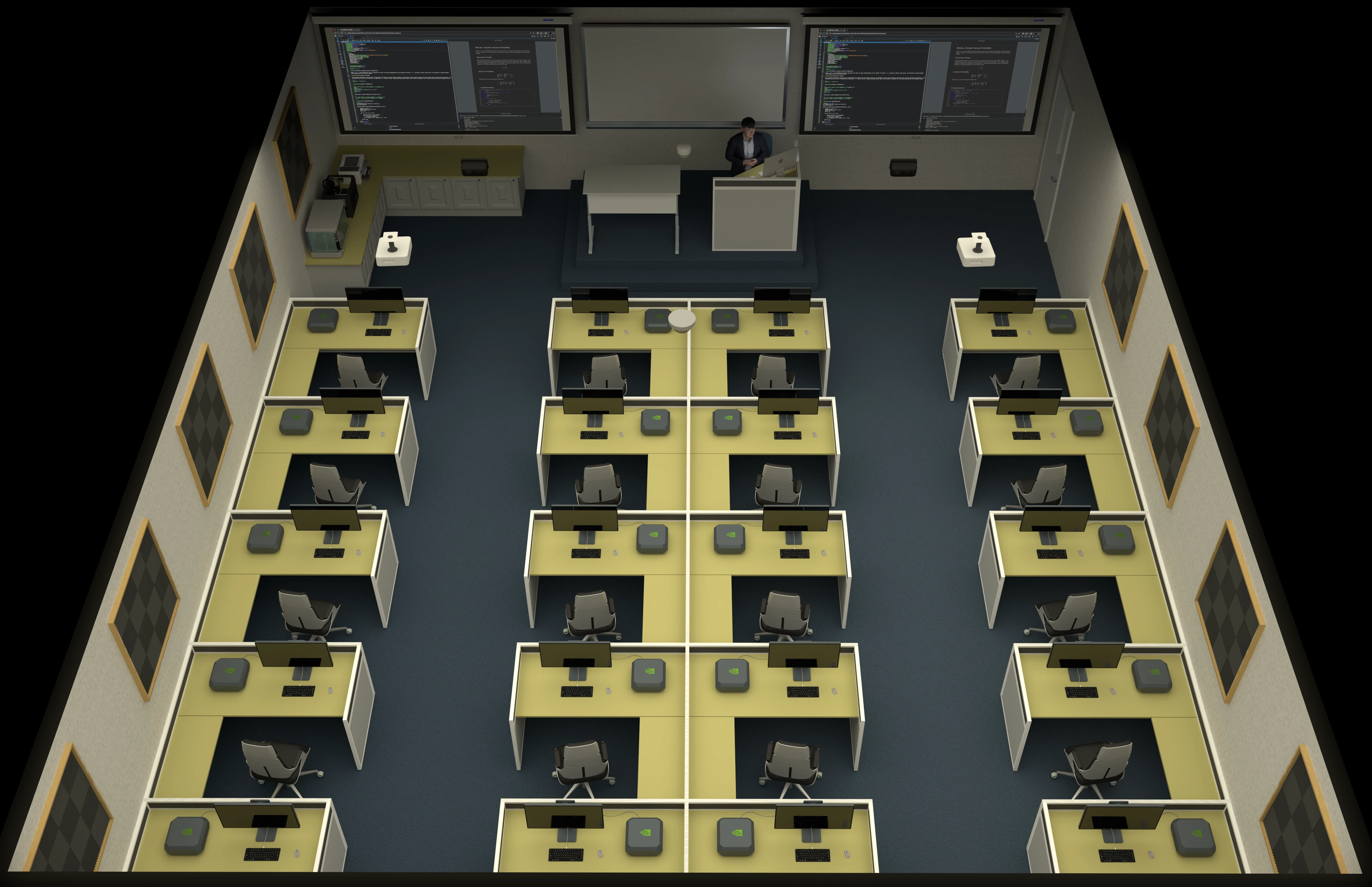
Esboço 3D de mesas em cubículos (carrel desks) para colocar computadores nos Laboratórios de Informática para a Educação Informática e Computacional, incluindo Programação de Computadores, Software de Animação, Aplicações de Software Científico e muito mais.

O acesso a aplicações Web 2.0 nos Laboratórios de Informática, como comunidades de aprendizagem em linha (online) e ferramentas educativas interativas, oferece uma experiência de aprendizagem mais dinâmica, com benefícios diretos para os alunos. As tecnologias Web 2.0, que estão a ser utilizadas nos Laboratórios de Informática, permitiram que a aprendizagem essencial fosse introduzida aos alunos durante o ensino básico e melhorada ao longo do ensino básico, secundário e superior. Como a tecnologia computacional nos Laboratórios de Informática está a ser utilizada para diferentes tipos de comunicação — para apresentações, para interação em Laboratório de Informática e para colaboração, os alunos precisam de ser leitores e escritores, editores e publicadores, e devem estar dispostos a colaborar e cocriar com outros, trabalhando em conjunto para aprender ainda mais no processo. A interação na Web 2.0 envolve não só a partilha de ideias ou informações com outra pessoa, mas também a receção de feedback. A colaboração envolve grupos de pessoas não só a enviar e receber feedback, mas também a trabalhar em conjunto para criar, construir e editar. Estas competências são essenciais para o futuro dos alunos à medida que crescem e entram no mercado de trabalho.
O objetivo da utilização de tais Aplicações Informáticas é aumentar as interações peer-to-peer por meios digitais, de forma a replicar as competências de comunicação da vida real do século XXI. Uma dessas tecnologias que tem ganho um reconhecimento significativo na educação básica é o weblog. Os weblogs, ou blogues, são frequentemente acedidos em computadores de Laboratório de Informática devido aos seus efeitos positivos nos alunos. Estes diários online são utilizados principalmente para apoiar a comunicação sob a forma de apresentação e fornecem uma ferramenta útil para a interação em Laboratório de Informática. Os weblogs permitem que os alunos apresentem as suas próprias descobertas e descobertas a um público autêntico. Receber feedback sobre os projetos e exercícios laboratoriais em curso, não só do seu professor informático, mas também dos seus colegas, ou possivelmente do mundo exterior, pode ser muito fortalecedor para os alunos. Aos seus olhos, ter a capacidade de publicar os seus projetos informáticos num blogue transforma-os subitamente em autores e editores. Os blogues fazem com que os alunos aprendam a escrever com cuidado e consciência. Os alunos já não estão a escrever para um público de apenas uma pessoa. Em vez disso, as suas palavras são apresentadas a um público composto pelos seus pares, bem como a inúmeros outros cujo principal objetivo não é apenas ler, mas também fornecer comentários, feedback e até mesmo criticar e criticar as suas palavras. Ao utilizar os computadores do Laboratório de Informática para estes fins, os alunos tornam-se cada vez mais cautelosos e conscientes da sua gramática, ortografia e escolha de palavras, sabendo que são os autores de um texto publicado que chegará a um público alargado.
Da mesma forma, os wikis são comummente acedidos em computadores de Laboratório de Informática devido aos seus impactos positivos. O ambiente colaborativo que os wikis proporcionam pode ensinar aos alunos muito sobre como trabalhar com os outros, como criar uma comunidade e como operar num mundo onde a criação de conhecimento e informação se está a tornar cada vez mais um esforço coletivo. As implementações e utilizações dos wikis variam desde o desenvolvimento de projetos de escrita em grupo até à tomada de notas colaborativas e ao brainstorming. Os professores informáticos podem criar wikis para grupos de alunos, dando-lhes a oportunidade de participar em pé de igualdade para dar feedback, fazer sugestões e alterações e anotar ideias. Com um wiki, todos são autores do wiki ao mesmo tempo. Por exemplo, "Ensinar com Tecnologia" é um inquérito anual que questiona os professores informáticos sobre a tecnologia na sala de aula. Os resultados do inquérito revelaram que 38,37% dos professores informáticos afirmaram que a tecnologia teve um impacto extremamente positivo na Educação Informática e Computacional e 36,63% afirmaram que a tecnologia teve, na sua maioria, um impacto positivo na Educação Informática e Computacional.
Além disso, os Wikis oferecem aos alunos a oportunidade de se expressarem utilizando múltiplas modalidades. Assim sendo, as crianças que têm dificuldade em expressar-se através da palavra escrita sentem-se agora à vontade devido à capacidade de inserir música, gráficos, vídeos e fotos nos seus textos. Com a ajuda desta tecnologia, os alunos com dificuldades com a linguagem podem agora criar composições multimodais, permitindo-lhes comunicar significados que antes eram inacessíveis ou não totalmente expressos através da palavra impressa. Estes esforços colaborativos contínuos reforçam também a noção de escrita cuidadosa e contenciosa. As palavras dos alunos já não são para um público de um só, mas sim para um público de inúmeros indivíduos. A consciência deste alcance global lembra os alunos de serem cautelosos com a gramática, a escolha de palavras e o estilo, pois sabem que os outros irão expandir as suas ideias escritas.
Devido à sua versatilidade, os Podcasts são também comummente acedidos em computadores de Laboratório de Informática. Estes ficheiros portáteis e descarregáveis permitem que os ouvintes subscrevam clipes de áudio gravados digitalmente e os reproduzam quando quiserem. Da mesma forma, o uso de Vodcasts tornou-se quase tão comum, uma vez que permite aos alunos assistir a vídeos gravados digitalmente nos computadores dao Laboratório de Informática. O acesso a Podcasts e Vodcasts nos computadores do Laboratório de Informática permite um ensino diferenciado (differentiated instruction) dentro do ambiente do Laboratório de Informática. Estas tecnologias oferecem aos alunos a oportunidade de aprender ao seu próprio ritmo e a liberdade de voltar sempre que possível e com a frequência necessária para verificar a sua compreensão. Os Podcasts estão a oferecer aos alunos das disciplinas da Informática e àqueles com dificuldades de aprendizagem a possibilidade de rever as aulas ao seu próprio ritmo para aumentar a compreensão. De facto, foram conduzidas pesquisas para ver como a tecnologia poderia ajudar os deficientes visuais no Laboratório de Informática. Mostraram que os alunos com deficiência visual descobriram que a tecnologia é melhor para eles, em comparação com o papel comum. Isto demonstrou que eles podem aprender por si próprios numa sala de aula. Neste caso, o iPad ajudou a aumentar a velocidade de leitura dos deficientes visuais em comparação com o texto impresso grande em papel. Muitos alunos das disciplinas da Informática precisam de apoio adicional para definir a linguagem de programação normalmente utilizada. Outros alunos, como os que têm Necessidades Educativas Específicas (NEE), têm dificuldade em ler e rever textos complexos. Aceder a podcasts e vodcasts nos computadores do Laboratório de Informática durante as aulas das disciplinas da Informática com os professores informáticos é uma ferramenta útil para satisfazer as necessidades destes alunos.